# サンティアゴ・カストロ
サンティアゴ・トマス・カストロ（Santiago Tomás Castro, 2004年9月10日 - ）は、アルゼンチン・ブエノスアイレス州サン・マルティン出身のサッカー選手。セリエA・ボローニャFC所属。ポジションはFW。

## クラブ経歴
2021年にCAベレス・サルスフィエルドのトップチームに昇格。8月3日のアトレティコ・トゥクマン戦でプロデビュー。2022年シーズンより出場機会が増え、2023年シーズンは7ゴールを決めた。
2024年1月30日、ボローニャFCと2028年までの契約を締結。5月20日のユヴェントスFC戦で移籍後初ゴールを決めた。

## 代表経歴
2023年にコロンビアで開催された2023 南米ユース選手権に、U-20アルゼンチン代表で出場。更に2024年には2024年パリオリンピックの出場国を決める2024年CONMEBOLプレオリンピック大会で、U-23代表としてプレー。2位に入り、同オリンピックの代表にも選出された。